# Notidobia demelti
Notidobia demelti là một loài Trichoptera trong họ Sericostomatidae. Chúng phân bố ở miền Cổ bắc.